# Coenyropsis poetulodes
Coenyropsis poetulodes är en fjärilsart som beskrevs av Lajos Vári 1971. Coenyropsis poetulodes ingår i släktet Coenyropsis och familjen praktfjärilar. Inga underarter finns listade i Catalogue of Life.